# Hrîstînivka, Narodîci
Hrîstînivka (în ucraineană Христинівка) este un sat în comuna Motiikî din raionul Narodîci, regiunea Jîtomîr, Ucraina.

## Demografie
Componența lingvistică a localității Hrîstînivka
     Ucraineană (91,23%)
     Rusă (5,26%)
     Română (3,51%)
Conform recensământului din 2001, majoritatea populației localității Hrîstînivka era vorbitoare de ucraineană (91,23%), existând în minoritate și vorbitori de rusă (5,26%) și română (3,51%).